# Eleccions federals alemanyes de 1983
Les eleccions federals alemanyes de 1983 se celebraren el 6 de març de 1983 per a elegir els membres del Bundestag de la República Federal d'Alemanya.
| ← Eleccions federals alemanyes, 6 de març de 1983 → |            |                     |                      |                |                      |                       |
| Partit                                              | Vots       | Percentatge de vots | Diferència vers 1980 | Total d'escons | Diferència vers 1980 | Percentatge d' Escons |
| Unió Demòcrata Cristiana d'Alemanya (CDU)           | 14.857.680 | 38,1%               | +3,9%                | 191            | +17                  | 38,4%                 |
| Partit Socialdemòcrata (SPD)                        | 14.865.807 | 38,2%               | -4,7%                | 193            | -25                  | 38,8%                 |
| Unió Social Cristiana (CSU)                         | 4.140.865  | 10,6%               | +0,3%                | 53             | +1                   | 10,6%                 |
| Partit Democràtic Lliure (FDP)                      | 2.706.942  | 6,9%                | -3,7%                | 34             | -19                  | 6,8%                  |
| Els Verds                                           | 2.167.431  | 5,6%                | +4,1%                | 27             | +27                  | 5,4%                  |
| Altres                                              | 201.962    | 0,5%                |                      | 0              |                      | 0,0%                  |
| Totals                                              | 38.940.687 | 100,0%              |                      | 498            | +1                   | 100,0%                |

## Post-elecció
La coalició del bloc CDU/CSU i el FDP torna al poder amb Helmut Kohl com a Canceller. Aquesta va ser la primera elecció que els Verds van obtenir representació en el parlament.